# روبرت جي. ألبيون
روبرت جي. ألبيون (بالإنجليزية: Robert G. Albion)‏ هو مؤرخ أمريكي، ولد في 15 أغسطس 1896 في مالدن في الولايات المتحدة، وتوفي في 9 أغسطس 1983 في Groton, Connecticut ‏ في الولايات المتحدة.